# Buzești (okręg Marmarosz)
Buzești – wieś w Rumunii, w okręgu Marmarosz, w gminie Fărcașa. W 2011 roku liczyła 965 mieszkańców.